# Chiesanuova (Sannicola)
Chiesanuova is een plaats (frazione) in de Italiaanse gemeente Sannicola.